# HD 210277 b
HD 210277 b fou descobert l'any 1998 per l'equip de California and Carnegie Planet Search usant l'afortunat mètode de la velocitat radial. Aquest planeta és almenys un 24% més massiu que Júpiter. La distància mitjana és una mica més gran que la distància de la Terra al Sol. De totes maneres, la seva òrbita és molt excèntrica, tant que al periastre la distància és quasi la meitat, i a l'apoàpside està a una distància semblant a la distància de Mart al Sol.
L'any 2000 un grup de científics proposà, basant-se en dades preliminars astromètriques del satèl·lit Hipparcos, que el planeta podria tenir una inclinació de 175,8º i una massa vertadera 18 vegades la de Júpiter convertint al planeta en una nana marró.
Sigui com sigui, això és estadísticament molt improbable, i la postulació no ha estat confirmada. Si el planeta orbita en el mateix pla del disc circumestel·lar, cosa que podria ser una suposició plausible, tendria una inclinació de 40º i una massa absoluta de 2,2 vegades la de Júpiter.